# Крутое (Царёво-Займищенское сельское поселение)
Крутое — деревня в Вяземском районе Смоленской области России. Входит в состав Царёво-Займищенского сельского поселения. Население — 6 жителей (2007). 
Расположена в восточной части области в 32 км к северо-востоку от Вязьмы, в 12 км южнее автодороги М1 «Беларусь», на берегу реки Сежа. В 16 км северо-западнее деревни расположена железнодорожная станция Туманово на линии Москва — Минск.

## История
В годы Великой Отечественной войны деревня была оккупирована гитлеровскими войсками в октябре 1941 года, освобождена в марте 1943 года. 